# 加特西博縣

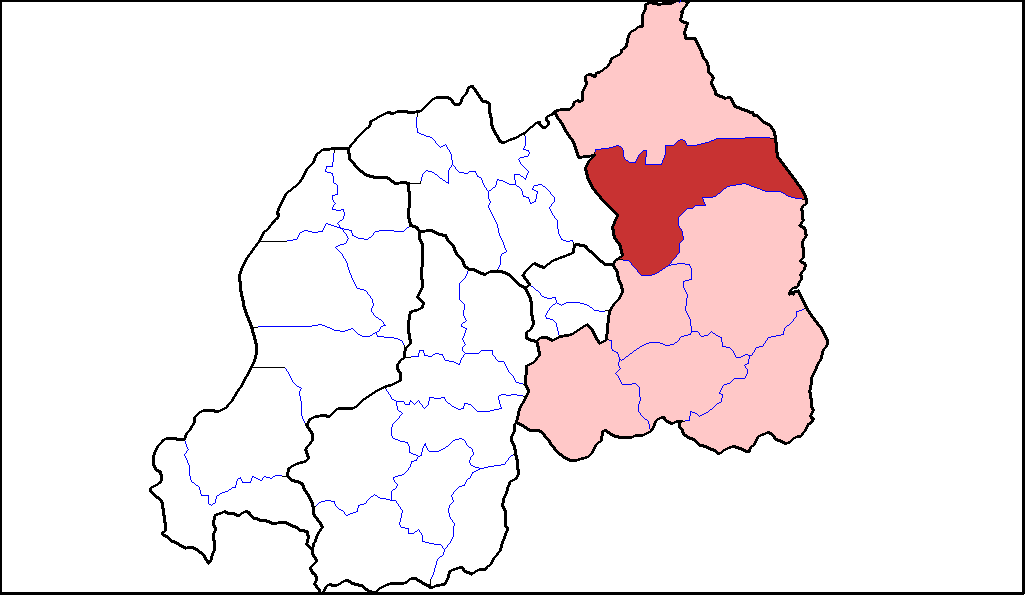

1°36′S 30°27′E / 1.600°S 30.450°E
加特西博縣是盧旺達的縣份，位於該國東部，由東部省負責管轄，首府設於卡巴羅雷，面積1,578平方公里，2012年人口433,020，人口密度每平方公里270人。